# Valay
Valay település Franciaországban, Haute-Saône megyében. Lakosainak száma 650 fő (2022. január 1.). Valay Champtonnay, Arsans, Chancey, Chaumercenne, Chevigney, Lieucourt, Montagney, Motey-Besuche, Pesmes, La Résie-Saint-Martin, Vadans és Venère községekkel határos.

## Népesség
A település népessége az elmúlt években az alábbi módon változott:
| Lakosok száma | 684  | 683  | 701  | 693  | 681  | 670  | 658  | 659  | 650  |
|               | 2013 | 2015 | 2016 | 2017 | 2018 | 2019 | 2020 | 2021 | 2022 |